# Dogo-Dogo
Dogo-Dogo est une localité et une commune rurale du Niger, département de Dungass, région de Zinder.

## Géographie
La localité de Dogo-Dogo est située à 24 km au sud du chef-lieu départemental Dungass. 
|           | Dungass   |          |
| Dantchiao | Dogo-Dogo | Mallaoua |
|           | Nigeria   |          |

## Histoire
Le village de Toumbi, situé dans la municipalité de Dogo-Dogo, était la capitale de l'émirat de Gumel jusqu'en 1864. La commune rurale de Dogo-Dogo est instaurée en 2002. Depuis 2011, la commune est séparée du département de Magaria et fait partie du département de Dungass.

## Population
Lors du recensement général de 2012, la population communale est relevée à 65 544 habitants, dont 2 339 habitants pour la localité principale.

## Localités
La commune s'étend sur 59 villages, de 62 hameaux et un camp au sud du département de Dungass.

## Services et infrastructures
- Centre de Santé Intégré (CSI) à Dogo-Dogo[5].
- Collège d'enseignement général (CEG) à Dogo-Dogo.
- Centre de formation des métiers (CFM) à Dogo-Dogo.